# 笨港縣丞署
笨港縣丞署為臺灣笨港地區（今嘉義縣新港鄉）縣丞處理公務的場所，今遺址主要有三處，分別為大興宮後方的笨港縣丞署、奉天宮前的鄭氏古宅與笨港長天宮

## 沿革
康熙末年至雍正年間，笨港地區的商業貿易快速地發展，台屬近海最大的市鎮。1731年（雍正9年）吸食鴉片煙的戶數日益增多，巡檢已難鎮壓，福建總督劉世明奏請在笨港地區「添設縣丞一員，令其査擎巡緝」，以維地方治安與杜絕走私犯罪。
縣丞相當於現代的副縣長，而縣丞署即為執行公務的場所。最初的笨港縣丞署設於磚仔窯，1734年（雍正12年）遷移至板頭厝。
1980年，嘉義縣政府將板頭厝笨港縣丞署、奉天宮前的鄭氏古宅以及大興宮後殿三處提報為古蹟。此提案，因保存文物的缺乏與建物衰頹，於1984年以「未達古蹟條件」而未認列。
位於大興宮後方的笨港縣丞署因嚴重毀損，2004年，在921重建委員會及嘉義縣政府的資助下，得以修復完成。

## 文物
笨港縣丞署目前具代表性的相關文物為，長天宮廟埕前的門臼石、大興宮後廂房的木雕大門，以及分散各處，由縣丞署贈予周邊寺廟的獻匾。

### 門臼石
板頭厝縣丞署屢遭洪害與遷移，遺跡難尋，僅餘兩顆舊衙署大門的門臼石閒置於長天宮。所謂的門臼石為具有凹槽石頭，凹槽可放置木材作為門擋使用。
門臼石原先共有六顆，據板頭厝耆老楊德宗先生所言，另四顆門臼石，在日據初期移至原南港派出所。當時巡查富島先生將四顆門臼石作為庭園造景，1959年在八七水災之前因洪患被土石淹沒。

### 木雕大門
大興宮後方的笨港縣丞署，清朝中葉留下的木雕大門，因外門被偷竊，遂將剩餘的兩扇門收藏至附近金紙店，才得以保存至今。

### 獻匾
陳素雲指出，笨港縣丞署的歷史雖逐漸受人遺忘，但笨港縣丞留下的「獻匾」，卻在附近的寺廟（如：北朝朝天宮、新港奉天宮等）留下可供考據的痕跡。陳素雲認為，這些「獻匾」除了成為各寺廟證明其歷史久遠的鎮廟之寶，也透露笨港縣丞署與周邊寺廟的互動關係。
| 名稱                     | 贈匾者       | 時間               | 收藏廟宇     |
| 重修諸羅縣笨港天后宮碑記 | 薛肇熿       | 1775年（乾隆40年） | 北港朝天宮   |
| 恩流海嶠                 | 龐周         | 1816年（嘉慶21年） | 新港奉天宮   |
| 日月爭光                 | 龐周         | 1816年（嘉慶21年） | 南港水仙宮   |
| 山海咸寧                 | 龐周、陳鴻寶 | 1817年（嘉慶22年） | 板頭厝長天宮 |
| 保我赤子                 | 李時英       | 1885年（光緒11年） | 新港大興宮   |
| 福庇雁行                 | 白鸞卿       | 1857年（咸豐7年）  | 新港奉天宮   |
| 得大自在                 | 楊錫霖       | 1887年（光緒13年） | 南壇水月庵   |
| 恩周道濟                 | 楊錫霖       | 1887年（光緒13年） | 新港大興宮   |